# 地球物理学
地球物理学（ちきゅうぶつりがく、英語: geophysics）とは、地球を物理的な手法を用いて研究する学問分野。20世紀後半に大きく発展した。

## 概要
地球物理学に含まれる分野として、
1. 測地学 - 地球の形状・特性を解明する。衛星を用いた地殻変動の測定、重力の測定など。[5][6][7]
2. 地震学 - 地震の発生メカニズムの解明、地震波を用いた地球内部構造の推定など。[8][9][10]
3. 火山学 - 火山の噴火メカニズムの解明、物理探査による火山体の構造の推定など。[11]
4. 気象学 - 気圏の物理学的特性を扱う。大気力学はどちらかというと並列分野。天気予報は大きな応用分野。[12]
5. 海洋物理学 - 水圏の物理学的特性を扱う。潮汐、潮流の研究など。[13][14]
6. 地球電磁気学 - 地球の電磁気学的な現象を扱う。地磁気、古地磁気の研究など。[15]

などがある。
広義では惑星科学も含まれるが、宇宙一般や太陽系外の天体に関する学問は宇宙物理学または単に物理学の範疇に含むことが多い。
なお、日本の高等学校までの教育では「地学」という科目が存在するが、これを以下のように大きく２つに分けることができる。地球物理学はそのうちの１つと考えればよい。
1. 物理学的手法を用いる学問：地球物理学（場合によっては宇宙物理学も含む）
2. 化学・生物的手法を用いる学問：地質学、岩石学、鉱物学、古生物学、地球化学など

アメリカ合衆国の大学には学部に独立して学ぶ地球物理学部（Department of Geophysics）が存在する。